# Høfde 42
Høfde 42 er en høfde, beliggende på Harboøre Tange ud til Vesterhavet. Høfde 42 er kendt for at være stedet hvor kemi-fabrikken Cheminova deponerede kemiske affald  fra 1957. De havde tilladelse til at deponere 3 faste affaldstoffer, men gennem tiden er der deponeret over 100 forskellige stoffer - både faste og flydende, ud mellem klitterne og direkte ud i Vesterhavet. Deponeringen af millioner af liter spildevand og fast affald fra Cheminovas produktion af pesticider foregik fra 1957 til 1962. Den danske stat har senere anvendt området til depot i forbindelse med en kemikalieindsamling i 1961, hvor kemikalierne blev deponeret direkte i klitgryderne.

## Opmærksomhed på problemerne
Efter at Rav-Aage, en lokal fisker, gjorde opmærksom på problemet med forureningen med døde fisk og syge måger blev en lille del (5.600 m3) af depotet fjernet i begyndelsen af 1980'erne, dog først efter mange års kamp og efter at biologistuderende (Cheminova-gruppen) fra Aarhus Universitet også gik ind i sagen. Udsivning i jorden har gjort at området stadig er stærkt forurenet. Man diskuterede længe hvordan forureningen kunne fjernes; en risikovurdering i 2004 viste at giften fra depotet kan sprede sig 14 kilometer syd for Høfde 42 og langt ind i Limfjorden. 
130 tons jord blev kørt til oprensning, og man indkapslede kernen af den resterende gift med en spunsvæg af stål. Restforureningen består primært af 70 tons parathion (bladan), 10 tons malation, 6 tons sulfothep og 7 tons kviksølv.
Indkapslingen af giftdepotet blev færdiggjort i 2006 og består af ca. 600 m jernspuns, som omkranser kernen af det forurenede areal ned til 11 meters dybde. Arealet inde i spunsen er overdækket af en plastmembran, og grundvandsniveauet bliver holdt lavere end udenfor spunsen for at sikre en indadrettet hydraulisk gradient. Spunsvæggen er garanteret at være funktionsdygtig frem til år 2021 og kan holde meget længere.
I 2010 påbegyndte Region Midtjylland demonstrationsprojektet NorthPestClean. Ved pilotforsøg i stor skala skal projektet demonstere, at en ny afværgemetode baseret på in situ basisk hydrolyse effektivt kan rense giftdepotet for parathion. NorthPestClean afsluttes i 2013 og skal resultere i et forbedret beslutningsgrundlag for valg af metode til et eventuelt fuldskala afværgeprojekt ved Høfde 42.

## Plan om oprensning
I december 2020 besluttede partierne bag Finansloven 2021, at der skulle afsættes 630 mio. kroner over fem år til den første fase af en oprensning af generationsforureninger i Danmark, deriblandt depotet ved Høfde 42. Heraf kommer også 125 mio. kroner fra Cheminovas efterfølger Auriga. I marts 2021 begyndte man forberedelsen til en egentlig oprensning da man trak en referencespuns op, som viste holdbar tilstand. Region Midtjylland står for projektet og udbød det i december 2021, men det blev udskudt til 2023 på grund af energikrisen. Metoden er termisk nedbrydning ved 350 grader, som bruger store mængder energi.
De vurderer, at depotet i dag rummer mere end 100 tons kemikalier.